# Erupción submarina
| Erupción submarina: | Erupción submarina: |
| --- | ------------------- |
| 1. Nube de vapor de agua 2. Agua 3.Estrato 4. Flujo de lava 5. Conducto de Magma 6. Cámara de Magma 7. Dique 8. Columna de lava |                     |

Una  erupción submarina es un  tipo de erupción volcánica donde  la lava emerge desde bajo el océano o  el mar. La mayor parte de las erupciones volcánicas de la Tierra son erupciones submarinas,  pero muy pocas son documentadas por la dificultad de monitorear volcanes submarinos. La mayoría de las erupciones ocurren en las dorsales mediooceánicas y cerca de los puntos calientes.